# George Harcourt (Maler)

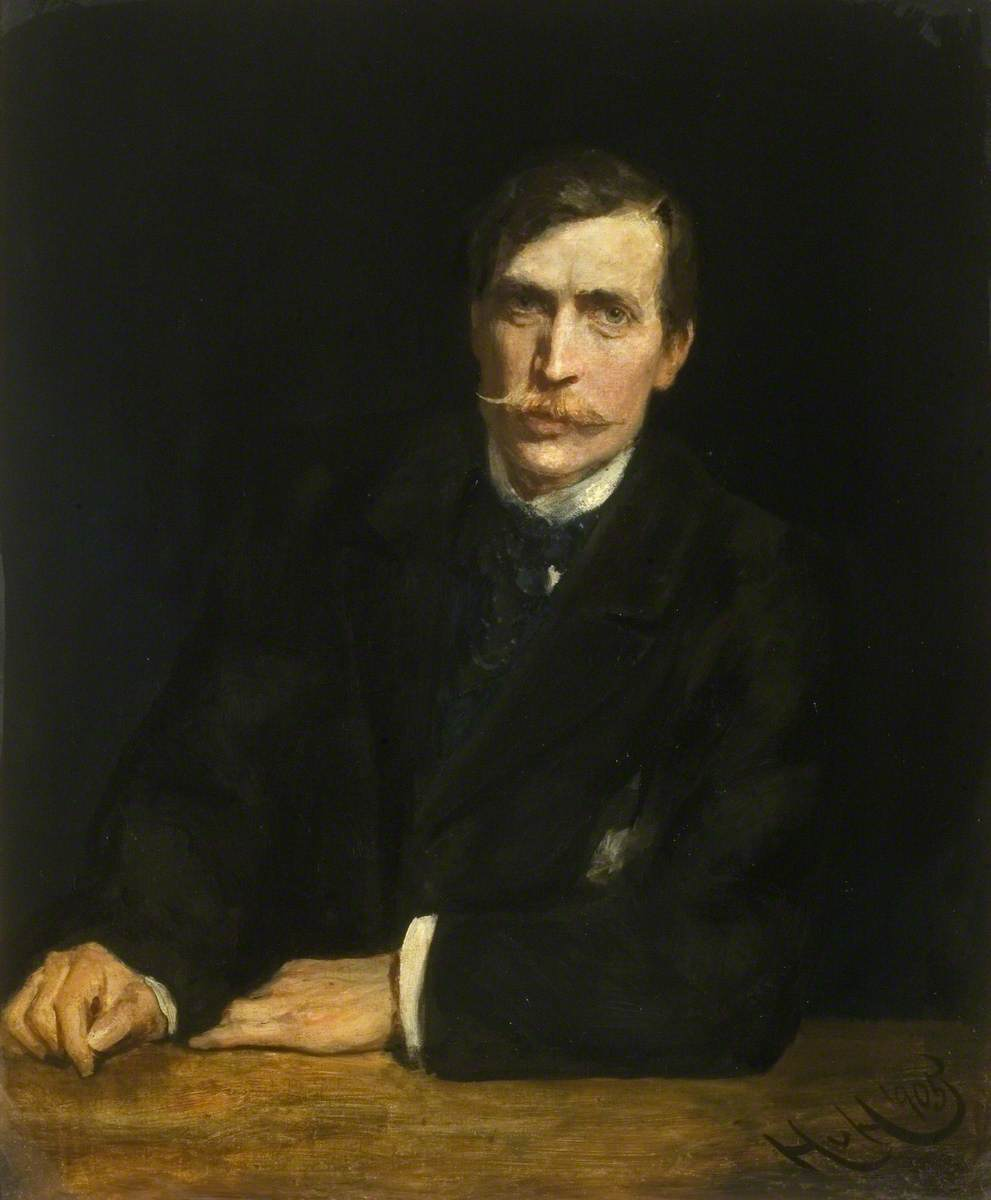
Hubert von Herkomer, Porträt von George Harcourt (1905)

George Harcourt RA (* 11. Oktober 1868 in Dumbarton, West Dunbartonshire in Schottland; † 30. September 1947 in Bushey, Hertfordshire in England) war ein schottisch-britischer Maler.

## Leben
Nach einem Kunststudium in Dumbarton arbeitete George Harcourt zunächst als Innenausstatter von Salons und Luxuskabinen auf der örtlichen Werft Denny Brothers Shipbuilding. 1888 ging er nach Bushey (nördlich von London) und schrieb sich dort in der Herkomer School of Art ein. Die von dem deutschstämmigen Maler Hubert von Herkomer (1849–1914) im Jahre 1883 gegründete Schule genoss zu dieser Zeit einen sehr guten Ruf in England und war bekannt für ihre unkonventionelle Ausbildungspraxis. Als einer der besten Studenten wurde Harcourt später selbst Dozent an dieser Kunstschule. Harcourt vollendete auch das Porträt, welches sein Lehrer vom First Marquess Curzon of Kedleston begonnen hatte, nach Herkomers plötzlichem Tod im Jahre 1914. Später lehrte er an der renommierten Londoner Slade School of Fine Art, an der auch seine Tochter Anne studierte.
Harcourts Malweise wandelte sich im Laufe der Jahre von einem präraffaelitisch beeinflussten pathetischen Naturalismus (hier hauptsächlich Genrebilder, seltener auch Landschaften) zu einer annähernd fotorealistischen Porträtkunst. Diese Perfektionierung verhalf ihm nicht nur zu großem Ansehen unter den Kollegen, sondern sicherte ihm auch ein gutes Einkommen als Porträtist der britischen Oberschicht. An den avantgardistischen Strömungen der Postmoderne nahm er zunächst keinerlei Anteil, weswegen ihn viele Kunstkritiker schmähten. So warf man ihm, neben seinem konservativen Stil, z. B. noch auf der Jahresausstellung der Royal Society of Portrait Painters des Jahres 1913 in den Londoner Grafton Galleries vor, viel zu große Bilder in Relation zur geringen Bedeutsamkeit des Inhalts anzufertigen und darüber hinaus auch das Format nicht zu beherrschen.
Dies konnte seinen Durchbruch jedoch nicht aufhalten. Spätestens mit seiner für die Royal Academy of Arts eingereichten Diplomarbeit (Portrait of Miss Anne Harcourt) bewies er malerische Fertigkeiten, die über den naiven Kitsch früherer Jahre weit hinausgingen. Auch die Vorwürfe bezüglich des großen Formats konnte er widerlegen: das Gruppenporträt der Familie Krupp aus dem Jahre 1931 strafte seine einstigen Kritiker Lügen.
Auch seine Frau Mary sowie seine Tochter Anne waren bekannte Landschafts- und Porträtmalerinnen.

## Werke
- 1893: At the Window (ausgestellt in der Royal Academy)
- 1894: Psyche (ausgestellt in der Königlichen Börse in London)
- 1899: Forgiven (heute in der National Gallery in Adelaide, Australien)
- 1901: Meriel, Cynthia and George Perkins
- 1910: The Birthday (heute in der Lady Lever Art Gallery, Port Sunlight bei Liverpool)
- 1914: George Nathaniel Curzon (begonnen von Herkomer, vollendet von Harcourt. Im Besitz der Oxford University)
- 1920: Portrait of a Young Girl
- 1921: Portrait of Miss Anne Harcourt (seine Tochter wurde später auch seine Schülerin)
- 1924: Sir Maurice Fitzmaurice (der Admiral war Direktor des britischen Geheimdienstes der Royal Navy NID)
- 1931: The Krupp von Bohlen und Halbach Family (im Besitz der Krupp-Stiftung in der Villa Hügel)

## Auszeichnungen
Harcourt erhielt 1912 eine Goldmedaille auf der Internationalen Ausstellung in Amsterdam. Nach seiner 1921 bei der Jury der Royal Academy of Arts eingereichten Arbeit, einem Bildnis seiner Tochter Anne, wurde er 1926 als Vollmitglied in die Akademie aufgenommen. Er durfte von da an den Titel auf die Anwärterschaft (Associated Royal Academician „ARA“), den er seit 1919 hinter seinem Namen trug, in ein „RA“ umwandeln. 1927 wurde er kurzzeitig in Stellvertretung Director der Royal Academy Schools. 1923 bekam er eine weitere Goldmedaille im Rahmen der Ausstellung im Salon de Paris.